# Saint-Loube
Saint-Loube – miejscowość i gmina we Francji, w regionie Oksytania, w departamencie Gers. Nazwa miejscowości pochodzi od imienia św. Luperkusa.
Według danych na rok 1990 gminę zamieszkiwało 69 osób, a gęstość zaludnienia wynosiła 11 osób/km² (wśród 3020 gmin regionu Midi-Pireneje Saint-Loube plasuje się na 994. miejscu pod względem liczby ludności, natomiast pod względem powierzchni na miejscu 1386.).